# Corlett-Hague-Regel
Die Corlett-Hague-Regel ist ein Lehrsatz der Theorie optimaler Besteuerung, der dem „Second-Best“-Lösungsansatz folgt. Sie ergibt sich als Ableitung aus der Ramsey-Regel und besagt, dass eine optimale Besteuerung dann zu erzielen ist, wenn Komplementärgüter von Freizeit besteuert werden.

## Erläuterung
Wird Konsum mit einer Konsumsteuer besteuert, so ergibt sich ein Rückgang im Konsum dieser Güter. Von Null verschiedene Kreuzpreiselastizitäten führen dann zu einem Wohlfahrtsverlust, da tendenziell mehr Freizeit konsumiert wird. Diese Überlegung folgt dem Substitutionseffekt zugunsten von Freizeit, der sich sowohl aus einer Besteuerung des Konsums als auch aus einer Besteuerung des Arbeitseinkommens ergibt.
Eine „First-Best“-Lösung im Sinne effizienter Besteuerung würde diesen Konsum an Freizeit unmittelbar besteuern und so den Wohlfahrtsverlust ausgleichen. Es ist aber nicht möglich, Freizeit zu besteuern, daher kommt lediglich eine „Second-Best“-Lösung in Frage. Diese wird dadurch erreicht, dass (tatsächlich besteuerbare) Güter besteuert werden, die in der Freizeit konsumiert werden. Die Kosten für Freizeit werden damit tendenziell höher, die Nachfrage nach – verteuerter – Freizeit geht zurück.

## Tatsächliche Anwendung
Die Corlett-Hague-Regel fand Anwendung in der kanadischen Provinz Ontario. Während der auf Ebene der Provinz erhobene Anteil der Umsatzsteuer generell bei sieben Prozent lag, betrug der Steuersatz für in Restaurants verzehrte Speisen zehn Prozent. Dies folgte der Logik, dass Restaurantbesuche Aktivitäten darstellen, die sich oft in der Freizeit abspielen.
West und Williams (2007) zeigen mit Daten für die Vereinigten Staaten, dass der (second best) optimale Steuersatz für Benzin von der Kreuzpreiselastizität der Arbeitsnachfrage beeinflusst wird. Da Treibstoff im Vergleich zu anderen Gütern komplementär zu Freizeit ist, sollte er relativ höher besteuert werden. Dies ist neben Luftverschmutzung ein zweiter Grund für eine stärkere Besteuerung von Kraftstoff. Laut den Autoren der Studie besteht auf dieser Basis in den Vereinigten Staaten Spielraum für eine Anwendung der Corlett-Hague-Regel.